# Eusarca phasiariaria
Eusarca phasiariaria là một loài bướm đêm trong họ Geometridae.